# اوتورونکو (پرو)
اوتورونکو (به اسپانیایی: Uturunku) یک کوه در پرو است که در Peru, Cusco Region واقع شده‌است. اوتورونکو ۵٬۰۰۰ متر بالاتر از سطح دریا واقع شده‌است.